# Tremoctopus
Tremoctopus delle Chiaje, 1830 è un genere di molluschi cefalopodi dell'ordine Octopoda, l'unico della famiglia Tremoctopodidae Tryon, 1879. Questi animali presentano un dimorfismo sessuale tra i più estremi dell'intero regno animale.

## Descrizione
Questi cefalopodi hanno un grado estremo di dimorfismo sessuale: con soli 2,4 cm di lunghezza, il maschio di Tremoctopus violaceus è sproporzionatamente più piccolo della femmina che può raggiungere i 2 m: ciò significa che la femmina può essere fino a 40 000 volte più pesante.

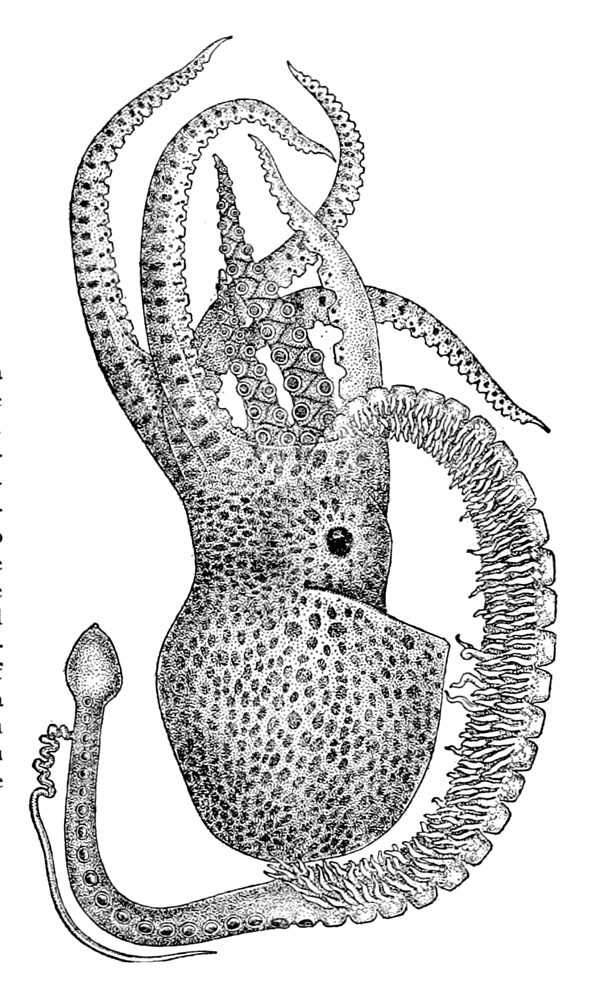
Maschio di Tremoctopus violaceus

Nei maschi il terzo tentacolo destro è trasformato in un grande ectocotile ed è contenuto in un sacco rotondeggiante posto tra l'imbuto e l'occhio destro. La femmina è caratteristica per la presenza di una membrana che unisce le quattro braccia dorsali. Un altro tratto caratteristico del genere è la presenza di due paia di pori acquiferi, un paio posto sulla superficie dorsale subito sotto gli occhi, l'altro nella parte ventrale vicino all'imbuto.

## Biologia
Le femmine giovani e i maschi hanno la capacità di strappare parti del sifonoforo altamente urticante Physalia physalis, al cui veleno sono immuni, trattenendole sulle braccia attaccate alle ventose; non è noto se a scopo difensivo o per facilitare la cattura delle prede.

### Alimentazione
Alcide d'Orbigny riporta nel 1840 che lo stomaco di esemplari giovani da lui esaminati conteneva conchiglie di molluschi pteropodi. Ronald F. Thomas scrive che lo stomaco degli esemplari femmine adulti da lui esaminati contenevano essenzialmente piccoli pesci, lasciando supporre una variazione della dieta con l'età e/o con il sesso. Nello stomaco di esemplari catturati in Australia sono state rinvenute scaglie di pesci ossei, resti di cefalopodi, alghe e mascelle di policheti.

### Riproduzione
Una volta che il maschio è maturo sessualmente l'ectocotile si libera del sacco e, una volta incontrata una femmina si distacca dal corpo penetrando nella cavità del mantello della femmina. Dopo l'accoppiamento il maschio muore. All'interno di una femmina possono essere trovate le braccia di più maschi. La femmina depone fino a 100 000 uova che vengono attaccate a una concrezione di carbonato di calcio tenuta fra le braccia dorsali della femmina fino alla schiusa.

### Predatori
Vengono predati da pesci, mammiferi marini e uccelli marini.

## Distribuzione
T. violaceus  si trova nel Mar Mediterraneo e nell'Oceano Atlantico fra le latitudini 40° N e 35° S; T. gelatus al largo delle coste della Florida e nelle acque vicino alle Isole Hawaii e nell'Oceano Indiano; T. gracilis nell'Oceano Pacifico e Indiano ma è segnalato anche nel Mediterraneo per migrazione lessepsiana; T. robsonianus pare diffuso solo in Nuova Zelanda.

## Tassonomia
Il genere comprende le seguenti specie:
- Tremoctopus gelatus R. F. Thomas, 1977
- Tremoctopus gracilis (Souleyet), 1852
- Tremoctopus robsonianus T. W. Kirk, 1884
- Tremoctopus violaceus delle Chiaje, 1830

Alcuni studiosi considerano T. gracilis come una sottospecie di T. violaceus.